# Rivne (tỉnh)
' Tỉnh Rivne tiếng Ukraina: Рівненська область, chuyển tự Rivnens'ka oblast; cũng viết Rivnenshchyna - tiếng Ukraina: Рівненщина) là một tỉnh của Ukraina, giáp biên giới với tỉnh Brest của Belarus. 
Tỉnh lỵ đóng ở Rivne. Tỉnh có diện tích 20.100 km2, dân số 1,2 triệu người (1/5/2004). Tỉnh này được lập trong đợt thành lập các tỉnh thuộc Cộng hòa Xã hội Chủ nghĩa Xô Viết Ukraina ngày 4/12/1939. Nhà máy hạt nhân Rivne nằm ở tỉnh này.